# Elecciones municipales de Cajamarca de 1989
Las elecciones municipales de Cajamarca de 1989 se llevaron a cabo el 12 de noviembre de 1989 para elegir al alcalde y al Concejo Provincial del Cajamarca para el periodo 1990-1992. La elección se celebró simultáneamente con elecciones municipales en todo el país.

## Sistema electoral
La Municipalidad Provincial de Cajamarca es el órgano administrativo y de gobierno de la provincia de Cajamarca. Está compuesta por el alcalde y el Concejo Provincial.
La votación del alcalde y el concejo se realiza en base al sufragio universal, que comprende a todos los ciudadanos nacionales mayores de dieciocho años, empadronados y residentes en la provincia de Cajamarca y en pleno goce de sus derechos políticos, así como a los ciudadanos no nacionales residentes y empadronados en la provincia de Cajamarca.
El Concejo Provincial de Cajamarca está compuesto por 19 regidores elegidos por sufragio directo para un período de tres (3) años, en forma conjunta con la elección del alcalde (quien lo preside). La votación es por lista cerrada y bloqueada. Se asigna a la lista ganadora los escaños según el método d'Hondt o la mitad más uno, lo que más le favorezca.

## Composición del Concejo Provincial de Cajamarca
La siguiente tabla muestra la composición del Concejo Provincial de Cajamarca antes de las elecciones.
| Partidos | Partidos                | Regidores |
| -------- | ----------------------- | --------- |
|          | Partido Aprista Peruano | 12        |
|          | Izquierda Unida         | 7         |

## Partidos y candidatos
A continuación se muestra una lista de los principales partidos y alianzas electorales que participaron en las elecciones:
| Candidatura | Candidatura | Partidos y alianzas | Candidatos | Candidatos                   | Ideología                                                        | Resultado previo | Resultado previo | Ref. |
| Candidatura | Candidatura | Partidos y alianzas | Candidatos | Candidatos                   | Ideología                                                        | Votos (%)        | Reg.             | Ref. |
| ----------- | ----------- | --- | ---------- | ---------------------------- | ---------------------------------------------------------------- | ---------------- | ---------------- | ---- |
|             | APRA        | Lista - Partido Aprista Peruano (APRA) |            | Francisco Arroyo Cobián      | Aprismo                                                          | 60.89%           | 12               |      |
|             | IU          | Lista - Izquierda Unida (IU) – Unión de Izquierda Revolucionaria (UNIR) – Partido Unificado Mariateguista (PUM) – Partido Comunista Peruano (PCP) – Frente Obrero Campesino Estudiantil y Popular (FOCEP) |            | José Iberico Más             | Marxismo-leninismo Mariateguismo Socialismo democrático          | 34.52%           | 7                |      |
|             | FREDEMO     | Lista - Frente Democrático (FREDEMO) – Acción Popular (AP) – Movimiento Libertad (Libertad) – Partido Popular Cristiano (PPC)                                                                             |            | Luis Sánchez Zevallos        | Liberalismo económico Humanismo cristiano Conservadurismo social | 4.59%            | 0                |      |
|             | DC          | Lista - Democracia Cristiana (DC) |            | Rafael Campos Angulo         | Democracia cristiana                                             | Nuevo            | Nuevo            |      |
|             | IND         | Lista - Lista Independiente N° 3 |            | Esther Narváez Choquecahuana | Localismo cajamarquino                                           | Nuevo            | Nuevo            |      |

## Resultados

### Sumario general
| |                                |              |              |              |           |           |
| Partidos y coaliciones                                                                                      | Partidos y coaliciones         | Voto popular | Voto popular | Voto popular | Regidores | Regidores |
| Partidos y coaliciones                                                                                      | Partidos y coaliciones         | Votos        | %            | ±pp          | Total     | +/−       |
| | Partido Aprista Peruano (APRA) | 19,036       | 44.56        | –16.33       | 10        | –2        |
| | Frente Democrático (FREDEMO)1  | 13,181       | 30.85        | +26.26       | 5         | +5        |
| | Izquierda Unida (IU)           | 10,079       | 23.59        | –10.93       | 4         | –3        |
| | Democracia Cristiana (DC)      | 278          | 0.65         | Nuevo        | 0         | ±0        |
| | Lista Independiente N° 3       | 150          | 0.35         | n/a          | 0         | ±0        |
| |                                |              |              |              |           |           |
| Total | Total                          | 42,724       |              |              | 19        | ±0        |
| |                                |              |              |              |           |           |
| Votos válidos                                                                                               | Votos válidos                  | 42,724       | 66.44        | –12.02       |           |           |
| Votos en blanco                                                                                             | Votos en blanco                | 5,808        | 9.03         | +3.11        |           |           |
| Votos nulos                                                                                                 | Votos nulos                    | 15,776       | 24.53        | +8.91        |           |           |
| Votos emitidos                                                                                              | Votos emitidos                 | 64,308       | 74.17        | –1.66        |           |           |
| Abstenciones                                                                                                | Abstenciones                   | 22,401       | 25.83        | +1.66        |           |           |
| Votantes registrados                                                                                        | Votantes registrados           | 86,709       |              |              |           |           |
| |                                |              |              |              |           |           |
| Fuente: |                                |              |              |              |           |           |
| Notas al pie: 1 Comparado con los resultados del Partido Popular Cristiano (PPC) en las elecciones de 1986. |                                |              |              |              |           |           |
| Notas al pie:                                                                                               |                                |              |              |              |           |           |
| 1 Comparado con los resultados del Partido Popular Cristiano (PPC) en las elecciones de 1986.               |                                |              |              |              |           |           |

## Elecciones municipales distritales

### Resultados por distrito
La siguiente tabla enumera el control de los distritos de la provincia de Cajamarca. El cambio de mando de una organización política se resalta del color de ese partido.
| Distrito           | Alcalde(sa) titular          | Partido político | Partido político        | Alcalde(sa) electo(a)      | Partido político | Partido político        |
| ------------------ | ---------------------------- | ---------------- | ----------------------- | -------------------------- | ---------------- | ----------------------- |
| Asunción           | Juan Miranda Rojas           |                  | Partido Aprista Peruano | Milciades Posadas Méndez   |                  | Partido Aprista Peruano |
| Chetilla           | Marcos Chavarri Bardales     |                  | Partido Aprista Peruano | Marcos Chavarri Bardales   |                  | Partido Aprista Peruano |
| Cospán             | Gilberto Aréstegui Alcántara |                  | Partido Aprista Peruano | Próspero Gutiérrez Ruiz    |                  | Partido Aprista Peruano |
| Encañada           | Francisco Briones Lozano     |                  | Partido Aprista Peruano | Julio Tello Flores         |                  | Partido Aprista Peruano |
| Jesús              | Silvio Vargas Álvarez        |                  | Partido Aprista Peruano | Benedicto Bazán Mercado    |                  | Partido Aprista Peruano |
| Llacanora          | Leónidas Ocas Rayco          |                  | Partido Aprista Peruano | Leónidas Ocas Rayco        |                  | Partido Aprista Peruano |
| Los Baños del Inca | César Ángeles Ravines        |                  | Partido Aprista Peruano | Edith Arroyo Cobián        |                  | Partido Aprista Peruano |
| Magdalena          | Marco Bazán Vásquez          |                  | Partido Aprista Peruano | Idelfonso Obando Galarreta |                  | Partido Aprista Peruano |
| Matara             | José Arista Bueno            |                  | Partido Aprista Peruano | Noé Bardales Muñoz         |                  | Frente Democrático      |
| Namora             | Gonzalo Cerquín Cortez       |                  | Partido Aprista Peruano | Eduardo Vargas Ruiz        |                  | Partido Aprista Peruano |
| San Juan           | Juan Correa Sáenz            |                  | Partido Aprista Peruano | Rómulo Sáenz Rodríguez     |                  | Frente Democrático      |